# بجيلة (عابدة)
بجيلة عابدة كانت ملازمة لصخرة بنت المقدسية، وذكرها الحافظ الضياء في تجريد الأسماء في من نزل الأرض المقدسة.